# Torskefisk
Torskefisk (Gadiformes) er en orden af strålefinnede fisk. Ordenen indeholder 13 familier. Fiskene i ordenen er saltvandsfisk og størstedelen af arterne findes i tempererede eller kolde regioner. Enkelte arter kan svømme ind i æstuarier (flodmundinger) og en enkelt, knude (Lota lota), er en ferskvandsfisk.
Codlet-familien har de mindste fisk i ordenen med deres ca. 7 cm for fuldvoksne fisk. Torsk Gadus morhua kan nå en længde på op til 2 meter og er dermed den længste fisk i ordenen.

## Familier
- Bathygadidae Jordan & Evermann, 1898[2]
- Bregmacerotidae Gill, 1872
- Euclichthyidae Cohen, 1984
- Gadidae Rafinesque, 1810
- Lotidae Bonaparte, 1832
- Macrouridae Bonaparte, 1831 [2]
- Macrouroididae Smith & Radcliffe, 1912[2]
- Melanonidae Goode & Bean, 1896
- Merlucciidae Gill, 1884
- Moridae Moreau, 1881
- Muraenolepididae Regan, 1903
- Phycidae Swainson, 1838
- Trachyrincidae Goode & Bean, 1896 [2]